# Korgboll
Korgboll är ett bollspel som förekommer särskilt i skolidrott, och har legat till grund för basket. Korgboll har likheter med både basket och handboll. På finlandssvenska syftar korgboll vanligtvis på basket, och gjorde så även i Sverige till och med 1950-talet.

## Spelidé och regler
Korgbollsplanen är mellan 20 och 30 meter lång och 10–15 meter bred. Målen, en järnring med nät, placeras på stolpar 3 meter in på planen från kortsidan. Varje korgbollslag består av sex spelare och speltiden är 2 gånger 10 minuter. 
Bollen får endast beröras med händerna. Det är förbjudet att springa mer än tre steg med bollen och att hålla den längre än tre sekunder. Mål görs genom att bollen uppifrån passerar korgringen. 

## Historia
Korgboll omnämns första gången 1603 i en skrift utgiven i Tyskland, men utövades i Nordamerika. Det var ett samlingsnamn på alla varianter som spelades med nätförsedda järnringar (korgar) som mål. Basket, som introducerades i USA i slutet av 1800-talet, är en form av korgboll. Korgboll kom till Tyskland under 1850-talet och spred sig därefter till andra länder i Europa. Till Sverige kom korgboll omkring år 1900 och förekom främst som skollek. Det genomfördes dock distriktsmästerskap i många distrikt i Sverige under 1920- och 1930-talen. Under 1930-talet avtog intresset för korgboll. Dels för att basket blev populärare och i Sverige även för att handboll etablerades som tävlingssport. Korgboll har därefter levt vidare inom skolorna, särskilt dåvarande flickskolor.